# گروه کار
گروه کار یکی از جناح‌های حزب دموکراتیک خلق افغانستان بود. این جناح درکنار پرچم، خلق و ستم ملی یکی از چهار جناح حزب دموکراتیک خلق بود. سرپرستی این گروه بر عهده دستگیر پنجشیری بود که بعداً به جناح خلق پیوست.
در سال ۱۹۸۷، رئیس‌جمهور محمد نجیب‌الله، طرحی را برای تشکیل چهار واحد شبه نظامی از صفوف گروه کار به منظور تأمین امنیت منطقه محل سکونت این گروه در استان‌های جوزجان و فاریاب تصویب کرد. اما عبدالرشید دوستم، یک رهبر ازبک که در آن زمان به عنوان افسر ارتش جمهوری دموکراتیک افغانستان خدمت می‌کرد، برای جلوگیری از ایجاد شبه نظامیان گروه کار مداخله کرد و دستور دستگیری اعضای کار را صادر کرد که منجر به کشته شدن یک نفر از آنها شد.